# Graveyard
Graveyard je švedski hard rock sastav osnovan 2006. godine u Göteborgu.

## Povijest
Joakim Nilsson, Rikard Edlund (obojica bivši članovi grupe Norrsken), Axel Sjöberg i Truls Mörck osnovali su Graveyard 2006. godine. Kad se Norrsken 2000. godine raspao, gitarist Magnus Pelander osnovao je doom/folk metal projekt Witchcraft, dok su se Nilsson i Edlund pridružili Albatrossu, blues rock skupini u kojoj je Sjöberg svirao bubnjeve. U početku su Albatross smatrali samo projektom kojim se bave iz hobija, no nakon pet godina članovi su se ozbiljnije posvetili glazbi, a više nisu ni bili zadovoljni glazbenim stilom kojim su se bavili. Kad se raspao Albatross, Nilsson i Edlund odlučili su osnovati projekt u kojem će se vratiti svojim korijenima kao glazbenici i autori pjesama. Nilsson je izjavio: "Ja sam pjevač, ali u Albatrossu samo sam svirao gitaru. Rikard je svirao gitaru, a zapravo je basist. Željeli smo se baviti izravnijim rockom."
Sa Sjöbergom i gitaristom i pjevačem Trulsom Mörckom grupa je počela svirati pod imenom Graveyard. Ubrzo nakon osnutka Graveyard je snimio demouradak na kojem su se nalazile dvije pjesme, održao je tri koncerta i, u suradnji sa švedskom diskografskom kućom Transubstans Records, počeo planirati debitantski studijski album. U međuvremenu je na MySpaceu objavio demosnimke svojeg materijala. Te su pjesme privukle pozornost Tonyja Preseda, osnivača Tee Pee Recordsa. Istoimeni je debitantski uradak sastava snimio Don Ahlsterberg, a objavljen je početkom 2008. godine. Kad je snimanje albuma završeno, Trulsa Mörcka zamijenio je gitarist Jonatan Ramm. Graveyard je dobio uglavnom pozitivne kritike. Graveyard je iste godine nastupio na glazbenom festivalu South by Southwest.
Graveyard se zbog prvog nastupa na South by Southwestu u SAD-u pojavio na popisu Fricke's Picks u časopisu Rolling Stone. Nakon nastupa na tom festivalu Graveyard je otišao na turneju sa sastavom Witch, koji je surađivao s istim izdavačem. Tijekom jeseni 2008. bio je na turneji s grupama Witchcraft i Clutch. Godine 2009. bio je na turneji s rock sastavom CKY. Graveyard je u proljeće 2011. objavio drugi studijski album, Hisingen Blues. Godinu dana kasnije objavio je treći studijski album, Lights Out, a godine 2013. otišao je na europsku turneju sa Soundgardenom. U listopadu 2014. grupa je najavila da je napušta njezin basist i suosnivač Rikard Edlund kako bi "se posvetio drugim glazbenim projektima".
U rujnu 2015. Graveyard je objavio četvrti studijski album, Innocence & Decadence, svoj treći za diskografsku kuću Nuclear Blast. Na službenoj je stranici grupe na Facebooku Joakim Nilsson napisao da Graveyard planira svjetsku turneju: "Jedva čekamo posjetiti mjesta na kojima još nismo bili. Oduvijek sam želio nastupiti u Japanu, Brazilu, malo u istočnoj Europi, pogotovo u Ukrajini, gdje mi živi bratić. Andy, stižemo!" U intervjuu objavljenom u časopisu Terrorizer Nilsson je izjavio da je njegov bratić ukrajinski podzemni glazbenik Andrij Tatarenko.
Dana 23. rujna 2016. sastav je najavio da se raspada i naveo da se to dogodilo "zbog svih tih uobičajenih razloga". Graveyard je 26. siječnja 2017. najavio svoj povratak s novim bubnjarom jer je Axel Sjöberg odlučio ostati sa svojom novom skupinom. Dana 18. prosinca 2017. Graveyard je na Facebooku izjavio da radi na novom albumu. Dana 22. ožujka 2018. izjavio je da je ime uratka Peace. Objavljen je 25. svibnja 2018. godine.

## Članovi sastava
| Sadašnja postava - Joakim Nilsson – vokali, gitara - Jonatan Larocca-Ramm – vokali, gitara - Truls Mörck – vokali, bas-gitara - Oskar Bergenheim – bubnjevi | Bivši članovi - Rikard Edlund – bas-gitara - Axel Sjöberg – bubnjevi |

## Diskografija
Studijski albumi
- Graveyard (2007.)
- Hisingen Blues (2011.)
- Lights Out (2012.)
- Innocence & Decadence (2015.)
- Peace (2018.)

## Vanjske poveznice

### Sestrinski projekti
|  | Zajednički poslužitelj ima još gradiva o temi Graveyard |

### Mrežna mjesta
- Službeno mrežno mjesto (Internetski arhiv)
- Graveyard na Facebooku